# 7e armée régionale (Japon)
Pour les articles homonymes, voir 7e armée.
La 7e armée régionale du Japon (第7方面軍, Dai nana hōmen gun) est une armée de l'Armée impériale japonaise créée en 1944 à la fin de la guerre du Pacifique et basée dans les zones occupées par les Japonais en Malaisie, à Singapour, Bornéo, Java et Sumatra.

## Histoire
La 7e armée régionale japonaise est formée le 19 mars 1944 au sein du groupe d'armées expéditionnaire japonais du Sud dans le but spécifique de s'opposer aux débarquements des forces alliées en Malaisie, à Singapour, Bornéo, Java, Sumatra, et de consolider une nouvelle ligne de défense après la perte des îles Salomon, de la Nouvelle-Guinée et des portions orientales des Indes orientales néerlandaises. Son quartier-général est à Singapour.
Les unités initialement affectées à l'armée régionale sont les 16e, 25e et 29e armées. Les unités stationnées à Bornéo sont également transférées sous le contrôle de l'armée.
L'armée est démobilisée à Singapour lors de la reddition du Japon à la fin de la Seconde Guerre mondiale.

## Liste des commandants

### Officiers commandants
| Date de début | Date de fin  | Officiers                |
| ------------- | ------------ | ------------------------ |
| 22 mars 1944  | 7 avril 1945 | Général Kenji Doihara    |
| 7 April 1945  | 15 août 1945 | Général Seishirō Itagaki |

### Chef d'état-major
| Date de début | Date de fin  | Officiers                        |
| ------------- | ------------ | -------------------------------- |
| 22 mars 1944  | 27 juin 1944 | Major-général Tsunenori Shimizu  |
| 7 avril 1945  | 15 août 1945 | Lieutenant-général Kitsuju Ayabe |